# Pelados em Santos
"Pelados em Santos" é uma canção da banda brasileira Mamonas Assassinas, lançada como single de seu álbum homônimo de 1995. Foi a 3.ª música mais tocada no país no ano de seu lançamento.

## Composição e gravação
O embrião da banda Mamonas Assassinas foi formado em 1989 por Bento Hinoto e pelos irmãos Sérgio e Samuel Reoli com o nome Utopia; Dinho e Júlio Rasec juntaram-se depois, fechando a formação definitiva. Originalmente, o grupo contava com um repertório formado por músicas sérias e versões de artistas como Titãs. A canção que viria a se tornar "Pelados em Santos" começou a ser composta em 1991–pelo menos um verso foi escrito. No ano seguinte, durante uma viagem de fim de semana a Praia Grande, na Baixada Santista, na qual estavam Dinho, Samuel Reoli e sua namorada Cátia, o vocalista pegou um violão e começou a cantar o trecho, além de perguntar aos amigos qual seria o carro mais brega que eles conheciam para adicionar à letra; a resposta foi uma Brasília de cor amarela com rodas gaúchas.
Em 1992, a Utopia contratou o produtor Rick Bonadio, dono de um estúdio onde gravava novos artistas, para produzir um álbum independente autointitulado. Com tiragem de mil cópias, foi um grande fracasso comercial, vendendo pouco mais de cem discos. Após isso, Dinho seguiu fazendo pequenos trabalhos no estúdio. Certo dia, uma dupla sertaneja não compareceu ao estúdio, deixando um horário livre. O cantor, então, pediu para passar a noite gravando algumas músicas cômicas para tocar em um churrasco; dentre elas, estava a canção chamada "Mina (Minha Pitchulinha)", mais lenta e com vocal brega semelhante ao de Reginaldo Rossi–a letra foi finalizada apenas durante as gravações. Os produtores Bonadio e Rodrigo Castanho a acharam extremamente engraçada e com potencial de sucesso, e sugeriram misturar as letras com uma sonoridade mais rock. O grupo foi convencido a mudar de perfil e assumir o lado cômico de vez, passando a adotar o nome Mamonas Assassinas. Após isso, uma nova gravação da demo foi feita. "Mina (Minha Pitchulinha)" ficou mais pesada e passou a ser chamada "Pelados em Santos"; outras duas canções foram gravadas, "Robocop Gay" e "Vira-Vira", e colocadas em uma fita demo a ser enviada para grandes gravadoras, das quais a EMI aceitou contratar o grupo.
Com relação à parte instrumental, assim como todas as canções do Mamonas, é possível perceber influências e citações de outras obras que influenciaram a sonoridade do grupo. Nesta música, há uma clara referência à "Crocodile Rock", de Elton John.

## Videoclipe

Uma imagem do clipe da canção.

A canção ganhou um videoclipe, um dos dois únicos clipes da banda, juntamente com Vira-Vira.
O clipe nada mais é do que um retrato dos Mamonas Assassinas. Assim como as roupas com que habitualmente se apresentavam nos shows e na TV, o cenário e o figurino (em partes do clipe, Júlio aparece caracterizado como um mariachi) representam a alegria e a intenção de humor dos integrantes. Além disso, o videoclipe também mescla elementos reais com elementos de animação (a aparência de desenho animado ajuda na hora de fazer paródias), conferindo ao clipe todo o clima de descontração tão característico da banda.
A mulher loira com vestido vermelho que arrancava suspiros dos Mamonas Assassinas no clipe é a modelo e apresentadora Nereide Nogueira.

## Recepção e legado
Foi a terceira canção mais executada nas rádios brasileiras em seu ano de lançamento. De acordo com um levantamento do Escritório Central de Arrecadação e Distribuição, "Pelados em Santos" foi a canção mais tocada da banda e mais e a mais interpretada por outros artistas no período entre 2004 e 2015.
A Brasília modelo 1977 pertencia ao avô de Mirella Zacanini, então namorada de Dinho. O carro original foi leiloado no palco do programa Domingo Legal. Apreendido pela Polícia Rodoviária por falta de documentação, a família de Dinho conseguiu recuperá-lo em 2015, em más condições. Um novo modelo foi modificado para incluir peças do original e passou a participar de eventos especializados em carros antigos.

## Outras versões ecovers
Ainda como Banda Utopia, eles já haviam gravado uma versão um pouco diferente (estilo Reginaldo Rossi), que mais tarde estaria na versão relançada do álbum A Fórmula do Fenômeno, intitulada "Mina (Minha Pitchulinha)". A canção também ganhou uma versão em espanhol, intitulada "Desnudos en Cancún", que foi lançada na coletânea Atenção, Creuzebek: a Baixaria Continua!, em 1998.

### Versão dos Titãs
"Pelados em Santos" foi regravada pelos também paulistas Titãs, em seu álbum de covers As Dez Mais, lançado em 1999. Eles também lançaram um videoclipe para a canção, que conta com as participações especiais de Carlos Moreno e das atrizes Bárbara Paz (ainda antes de ser famosa) e Cheila Ferlin, que aparecem de topless.  O vídeo foi dirigido por Washington Olivetto e Andres Bukowski e faz uma sátira à famosa propaganda da esponja de aço Bombril, com os membros vendendo diversos produtos. Segundo os integrantes, a ideia de convidar Washington era "brincar com a fama de sermos uma banda comercial. Pensamos em cantar como se fizéssemos um comercial da canção, que é a razão de um clipe existir".

## Prêmios e indicações
| Ano  | Prêmio                 | Versão             | Categoria            | Resultado | Ref.                |
| ---- | ---------------------- | ------------------ | -------------------- | --------- | ------------------- |
| 1996 | Troféu Imprensa        | Mamonas Assassinas | Melhor Música        | Venceu    | [carece de fontes?] |
| 2000 | MTV Video Music Brasil | Titãs              | Escolha da Audiência | Indicado  | [ 20 ]              |